# Stoke Doyle
Stoke Doyle is een civil parish in het bestuurlijke gebied East Northamptonshire, in het Engelse graafschap Northamptonshire.